# Collar (canción)
«Collar» es una canción compuesta en 1995 por el músico argentino Luis Alberto Spinetta, interpretada por la banda Spinetta y los Socios del Desierto en el álbum homónimo (CD2) de 1997, primero de la banda y 25º en el que tiene participación decisiva Spinetta. 
Spinetta y los Socios del Desierto fue un trío integrado por Marcelo Torres (bajo), Daniel Wirtz (batería) y Luis Alberto Spinetta (guitarra y voz).
La canción está relacionada con "Cuentas de un collar", ubicada en el Disco 1 del álbum. Ambas comparten la misma música y tienen algunas variaciones en la letra.

## Contexto
El tema pertenece al álbum doble Spinetta y los Socios del Desierto, el primero de los cuatro álbumes de la banda homónima, integrada por Luis Alberto Spinetta (voz y guitarra), Marcelo Torres (bajo) y Daniel Wirtz (batería). El trío había sido formada en 1994 a iniciativa de Spinetta, con el fin de volver a sus raíces roqueras, con una banda de garaje. Los Socios ganaron una amplia popularidad, realizando conciertos multitudinarios en Argentina y Chile.
El álbum doble Spinetta y los Socios del Desierto ha sido considerado como una "cumbre" de la última etapa creativa de Luis Alberto Spinetta. El álbum fue grabado en 1995, pero recién pudo ser editado en 1997, debido a la negativa de las principales compañías discográficas, a aceptar las condiciones artísticas y económicas que exigía Spinetta, lo que lo llevó a una fuerte confrontación pública con las mismas y algunos medios de prensa.
El disco coincide con un momento del mundo caracterizado por el auge de la globalización y las atrocidades de la Guerra de Bosnia -sobre la cual el álbum incluye un tema-. En Argentina coincide con un momento de profundo cambio social, con la aparición de la desocupación de masas -luego de más de medio siglo sin conocer el fenómeno, la criminalidad -casi inexistente hasta ese momento-, la desaparición de la famosa clase media argentina y la aparición de una sociedad fracturada, con un enorme sector precario y marginado, que fue la contracara del pequeño sector beneficiado que se autodenominó como los "ricos y famosos".

## El tema
Es el décimo quinto track del Disco 2 del álbum doble. Es un bello tema de amor acústico en ritmo de vals, al que la participación de Claudio Cardone interpretando las cuerdas con el teclado confiere un sonido plácido, diferente al sonido frontal del trío que predomina en el álbum. Una primera versión de la canción con el título de "Cuentas de un collar", con variaciones en la letra, se encuentra en el Disco 1 del álbum.
Las letras de ambas versiones están relatadas en segunda persona, aunque dirigidas hacia sí mismo, pero mientras en esta versión la canción comienza diciendo "Te buscarás", en la versión del Disco 1 la letra empieza diciendo "Me buscarás". En ambas versiones el poeta habla de una búsqueda y de "un viaje hacia la luz". Se pregunta "por qué correr estando libre" y "ver que nadie espera en destino". Habla también de partir ("las aves parten y al pasar, no comprendemos cómo alumbran el viento") y en esta versión se refiere también a "descender hacia el centro mismo del abismo".
Como en otros temas de amor del álbum ("Diana", "Oh! Magnolia", "Mi sueño de hoy", "Jazmín"), están presentes los interrogantes y miedos que le despiertan una intensa relación amorosa ("Una palabra y un temor, hay un amor que no regresa"):

Me buscarás,
hasta danzar en círculo,
como un genio,
en un viaje hacia la luz.

Una palabra y un temor,
hay un amor que no regresará
a mis ojos.
Las aves parten,
y al mirar no comprendemos
cómo alumbran el viento.
"Cuentas de un collar" (fragmento)

Las dos versiones finalizan diferente. Mientras que "Cuentas..." finaliza con una estrofa que remarca el fin de algo importante ("catedrales muertas") y constata la soledad del poeta, "Collar" finaliza con una estrofa que anuncia un encuentro en un ámbito de felicidad:

Y al recorrer
las catedrales muertas
estás solo en el aire,
entre las cuentas de un collar.
Y allí me encontrarás,
mientras estoy bailando entre las cuerdas,
con las dulces cosas, 
entre las cuentas de un collar.
"Collar" (fragmento)

El tema fue grabado, en la segunda mitad de 1995, cuando Spinetta aún se encontraba formalmente casado y su relación con Carolina Peleritti recién había comenzado y era mantenida en reserva por la pareja. En 1997, cuando el álbum fue lanzado, Spinetta ya se había divorciado y la relación con Peleritti era pública. Finalmente la relación finalizaría en 1999.